# Advance Australia Fair
Advance Australia Fair (Qu'avance la belle Australie) est depuis 1984 l'hymne national de l'Australie. Il a été composé par Peter Dodds McCormick (en).
La plupart du temps seule la première strophe est entonnée. Une deuxième strophe est parfois ajoutée, pour les grandes occasions. Il existe d'autres strophes, présentées dans cet article.

## Historique
Avant d'être adopté comme hymne officiel australien, Advance Australia Fair a été largement utilisé en de nombreuses occasions. Par exemple, l'Australian Broadcasting Commission (Office national de radio-diffusion australien), a utilisé cet hymne pour annoncer son journal jusqu'en 1952. L'hymne était également joué au début et la fin de certains événements officiels.
En 1973, le gouvernement Whitlam décida que le pays avait besoin d'un hymne représentant l'Australie de manière « spécifique », c'est-à-dire distinct de l'hymne générique God Save the King du Royaume-Uni et du Commonwealth. Il lança donc un concours public pour trouver un tel hymne. L' Australian Council for the Arts (Conseil des Arts australiens) fut chargé d'organiser le concours qui prit le nom de Australian National Anthem Quest (Quête de l'hymne national australien). Le concours se déroula en deux étapes : une première pour définir les paroles puis une suivante pour la musique ; chacune gratifiée d'une récompense de cinq mille dollars australiens pour la proposition gagnante. Sur recommandation du Conseil des Arts, aucune des propositions ne fut jugée décisive, aussi le concours s'acheva par la seule nomination de trois propositions émergentes : Advance Australia Fair, Waltzing Matilda et Song of Australia.
Advance Australia Fair émergea du lot lors d'un sondage d'opinion effectué en 1974 par le Bureau australien des statistiques auprès de 60 000 nationaux.
Enfin, en 1977, en même temps que le référendum sur l'émancipation nationale, un plébiscite national désigna l'hymne national : Advance Australia Fair obtint 43,6 % des voix, devançant largement les autres alternatives : Waltzing Matilda (28,5 %), Song of Australia (9,7 %), et l'hymne alors en vigueur God Save the Queen (18,7 %).
Advance Australia Fair fut donc adopté comme hymne national le 19 avril 1984, par une décision du gouvernement travailliste de Bob Hawke et par une proclamation du Gouverneur général Sir Ninian Stephen. God Save the King reste en usage comme hymne royal.
La version actuelle est assez différente de la version originale composée par Dodds ; les références à la Grande-Bretagne et les sentiments belliqueux ont été retirés. On a changé ainsi Australia's sons (fils de l'Australie) en Australians all (tous australiens).

## Paroles

### Version officielle
| Paroles officielles (en) | Traduction en français |
| --- | --- |
| Australians all let us rejoice, For we are one and free ; We've golden soil and wealth for toil, Our home is girt by sea ; Our land abounds in Nature's gifts Of beauty rich and rare ; In history's page, let every stage Advance Australia fair ! In joyful strains then let us sing, « Advance Australia fair ! » Beneath our radiant southern Cross, We'll toil with hearts and hands ; To make this Commonwealth of ours Renowned of all the lands ; For those who've come across the seas We've boundless plains to share ; With courage let us all combine To advance Australia fair. In joyful strains then let us sing « Advance Australia fair ! » | Australiens réjouissons-nous tous, Car nous sommes unis et libres ; Nous avons un sol doré et de la richesse pour le labeur, Notre patrie est ceinte par la mer ; Notre terre abonde des cadeaux de la nature D'une beauté riche et rare ; Dans le livre de l'histoire, qu'à chaque page Avance la belle Australie ! Aux tons joyeux chantons alors, « Qu'avance la belle Australie ! » Sous notre Croix du Sud rayonnante, Nous œuvrerons avec nos cœurs et nos mains ; Pour rendre notre Commonwealth Renommé de toutes les patries ; Pour ceux venus d'outre-mer Nous avons des plaines sans bornes à partager ; Avec courage unissons nous Pour qu'avance la belle Australie. Aux tons joyeux chantons alors « Qu'avance la belle Australie ! » |

### Paroles originales par Dodds (1878)
| Paroles originales (en) | Traduction en français |
| --- | --- |
| Australia's sons let us rejoice, For we are young and free ; We've golden soil and wealth for toil, Our home is girt by sea ; Our land abounds in Nature's gifts Of beauty rich and rare ; In history's page, let every stage Advance Australia fair ! In joyful strains then let us sing, « Advance Australia fair ! » When gallant Cook from Albion sail'd, To trace wide oceans o'er, True British courage bore him on, Till he landed on our shore. Then here he raised Old England's flag, The standard of the brave ; With all her faults we love her still, « Brittannia rules the wave ! » In joyful strains then let us sing « Advance Australia fair ! » While other nations of the globe Behold us from afar, We'll rise to high renown and shine Like our glorious southern star ; From England soil and Fatherland, Scotia and Erin fair, Let all combine with heart and hand To advance Australia fair ! In joyful strains then let us sing « Advance Australia fair ! » Shou'd foreign foe e'er sight our coast, Or dare a foot to land, We'll rouse to arms like sires of yore To guard our native strand ; Brittannia then shall surely know, Beyond wide ocean's roll, Her sons in fair Australia's land Still keep their courage green. In joyful strains the let us sing « Advance Australia fair ! » | Fils de l'Australie réjouissons nous, Car nous sommes jeunes et libres ; Nous avons un sol doré et de la richesse pour le labeur, Notre patrie est ceinte par la mer ; Notre terre abonde des cadeaux de la nature D'une beauté riche et rare ; Dans le livre de l'histoire, qu'à chaque page Avance la belle Australie ! Avec joie chantons alors « Qu'avance la belle Australie ! » Lorsque Cook le brave fit voile depuis Albion, Pour naviguer à travers les vastes océans, Il fut porté par son vrai courage de Britannique, Jusqu'à ce qu'il atteigne nos rivages. Là il hissa le drapeau de la vieille Angleterre, L'étendard des braves ; Malgré tous ses défauts nous l'aimons toujours, « Britannia régis les flots ! » Avec joie chantons alors « Qu'avance la belle Australie ! » Tandis que les autres nations du globe Nous observent de loin, Nous grimperons vers une renommée resplendissante Comme notre glorieuse étoile du sud ; Depuis le sol et la patrie d'Angleterre, La juste Scotia et Erin, Joignons tous nos cœurs et nos mains Pour qu'avance la belle Australie ! Avec joie chantons alors « Qu'avance la belle Australie ! » Si des ennemis étrangers s'approchent de nos côtes, Ou bien osent mettre pied sur nos terres, Nous brandirons les armes comme nos ancêtres Pour défendre notre rivage natal ; Britannia saura alors sûrement Qu'au-delà des vastes océans, Ses fils en cette belle terre d'Australie Gardent encore un vert courage. Avec joie chantons alors « Qu'avance la belle Australie ! » |

### Paroles modifiées par Dodds (1901)
Lors de la Fédération de l'Australie en 1901, Dodds a remplacé le troisième paragraphe originel par un nouveau :
| Paroles originales (en) | Traduction en français |
| --- | --- |
| Beneath our radiant Southern Cross, We'll toil with hearts and hands; To make our youthful Commonwealth, Renowned of all the lands; For loyal sons beyond the seas We've boundless plains to share; With courage let us all combine To advance Australia fair. In joyful strains then let us sing « Advance Australia fair ! » | Sous notre Croix du Sud rayonnante, Nous œuvrerons avec nos cœurs et nos mains ; Pour rendre notre jeune Commonwealth, Renommé de toutes les patries. Pour les fils loyaux au-delà des mers Nous avons des plaines sans bornes à partager ; Avec courage unissons-nous Pour qu’avance la belle Australie. Avec joie chantons alors « Qu’avance la belle Australie ! » |